# Myrsine glazioviana
Myrsine glazioviana är en viveväxtart som beskrevs av Johannes Eugen ius Bülow Warming. Myrsine glazioviana ingår i släktet Myrsine och familjen viveväxter. Inga underarter finns listade i Catalogue of Life.